# Andrés Tomás Prieto Albert
Andrés Tomás Prieto Albert (Alicante, 17 ottobre 1993) è un calciatore spagnolo, portiere del Ponferradina.